# فلش‌دنس
فلش‌دنس (به انگلیسی: Flashdance) فیلمی در ژانر درام، موسیقی و عاشقانه به کارگردانی آدریان لین محصول سال ۱۹۸۳ است. در این فیلم جنیفر بیلز، مایکل نوری و لیلیا اسکالا به ایفای نقش پرداخته‌اند.